# Jordan Poyer
Jordan Poyer (geboren am 25. April 1991 in Dallas, Oregon) ist ein US-amerikanischer American-Football-Spieler auf der Position des Safeties. Er spielte College Football für die Oregon State University und steht zurzeit bei den Miami Dolphins in der National Football League (NFL) unter Vertrag. Poyer wurde im NFL Draft 2013 in der siebten Runde von den Philadelphia Eagles ausgewählt. Nach drei Spielen für die Eagles spielte er von 2013 bis 2016 für die Cleveland Browns und ab 2017 sieben Jahre lang für die Buffalo Bills.

## College
Poyer ging auf die Astoria High School in Astoria, Oregon, wo er Football als Quarterback und Safety sowie Baseball und Basketball spielte. Als Footballspieler wurde er in seinem letzten Highschooljahr zum Offensiv- und zum Defensivspieler des Jahres in Oregon gewählt, darüber hinaus wurde er ebenfalls als Baseballspieler des Jahres ausgezeichnet. Im MLB Draft 2009 sicherten sich die Florida Marlins in der 42. Runde die Rechte an Poyer als Baseballspieler.
Anschließend ging er ab 2009 auf die Oregon State University in Corvallis, um für die Oregon State Beavers Baseball und Football zu spielen. Als Freshman wurde Poyer als Safety und in den Special Teams eingesetzt, bevor er zum Cornerback umgeschult wurde. Wegen des Positionswechsel als Footballspieler hatte er keine Zeit, um auch für das College-Baseball-Team zu spielen. Stattdessen war er als Ersatzspieler für die Corvallis Knights, ein Sommer-Baseball-Team, aktiv. Nachdem er als Junior sieben Spiele für das Baseball-Team der Beavers absolviert hatte, gab Poyer seine Baseballkarriere auf, um sich auf Football zu konzentrieren.
Als Footballspieler wurde Poyer neben seiner Position als Defensive Back auch als Return Specialist eingesetzt. Als Sophomore gelangen ihm zwei Interceptions, zudem konnte er gegen die TCU Horned Frogs bei einem Fake-Punt einen 23-Yard-Pass von Punter Johnny Hekker für einen Touchdown fangen. Darüber hinaus war er der wichtigste Special Teamer der Beavers, er war der etatmäßige Kick Returner, Punt Returner und Gunner.  In der Saison 2011 bestritt Poyer alle 12 Spiele als Starter auf der Position des Cornerbacks und war erneut der Stammspieler auf der Position des Kick Returners. Er konnte vier gegnerische Pässe abfangen, was Bestwert in der Pacific-12 Conference (Pac-12) war. Als Senior gelangen Poyer 2012 sieben Interceptions, was der zweitbeste Wert landesweit war. Er wurde in das All-Star-Team der Pac-12 sowie zum Consensus All-American gewählt. Poyer beendete seine College-Karriere mit 153 Tackles, 23 verteidigten Pässen, 13 Interceptions und über 2000 Yards als Return Specialist, davon 1711 Yards als Kick Returner und 316 Yards als Punt Returner. Er erzielte vier Return-Touchdowns.

## NFL
Poyer wurde im NFL Draft 2013 in der 7. Runde an 218. Stelle von den Philadelphia Eagles ausgewählt. Ursprünglich war erwartet worden, dass Poyer in der zweiten bis vierten Runde ausgewählt werden würde, insbesondere aufgrund von schwachen Trainingsleistungen beim NFL Combine wurde er jedoch von den NFL-Teams schwächer eingeschätzt.

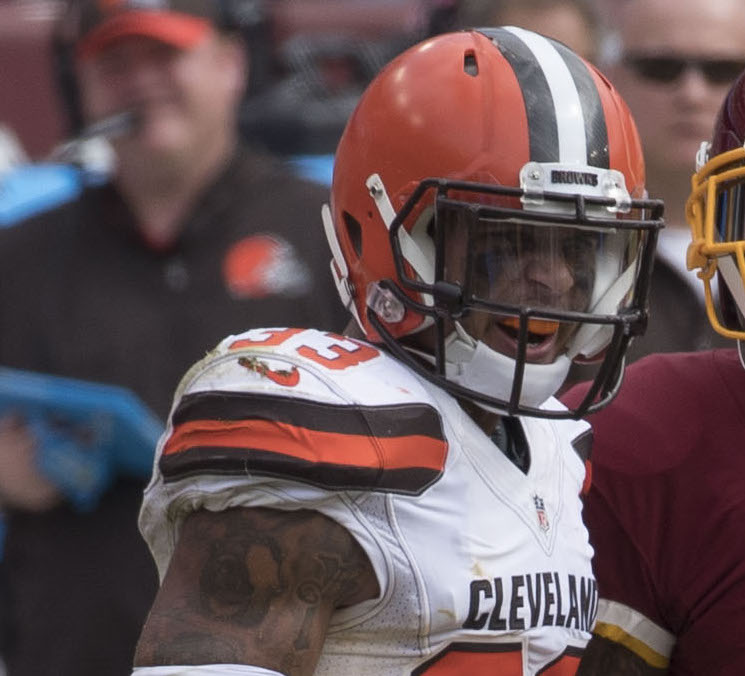
Poyer bei den Cleveland Browns (2016)

Nach drei Spielen der Regular Season, in denen er drei Tackles setzte, entließen die Eagles Poyer. Daraufhin nahmen die Cleveland Browns ihn über die Waiver-Liste unter Vertrag. In seiner ersten Saison in Cleveland wurde er als Punt Returner eingesetzt. Nachdem Poyer in der Saison 2015 teilweise von Beginn an gespielt hatte, wurde er zur Saison 2016 als Starter auf der Position des Free Safeties ernannt. Seine erste Saison als Stammspieler endete allerdings bereits am 6. Spieltag vorzeitig. Im Spiel gegen die Tennessee Titans verletzte sich Poyer durch ein Foul von Antonio Andrews an der Niere und musste in ein Krankenhaus eingeliefert werden, in dem er drei Tage lang blieb.
Im März 2017 unterschrieb Poyer einen Vierjahresvertrag über 13 Millionen Dollar bei den Buffalo Bills, insbesondere auf Empfehlung von Bobby Babich, Defensive Backs Coach bei den Bills, der von 2013 bis 2015 mit Poyer in Cleveland zusammenarbeitete. In seiner ersten vollständigen Saison als Starter konnte Poyer überzeugen und kam auf 95 Tackles, fünf Interceptions, zwei eroberte Fumbles und 13 verteidigte Pässe. Er wurde als AFC Defensive Player of the Month im Dezember ausgezeichnet.
In der Folge etablierte sich Poyer als solider Starter in der Defense der Bills, in drei Saisons verpasste er nur ein Spiel. Neben seinen Fähigkeiten bei der Deckung gegnerischer Passempfänger spielte er auch eine wichtige Rolle bei der Laufverteidigung. In der Spielzeit 2019 war die Verteidigung von Buffalo eine der stärksten der Liga. Vor Beginn der Saison 2020 verlängerten die Bills den Vertrag mit Poyer für 20,5 Millionen Dollar um zwei Jahre bis 2022. In der Saison 2021 fing Poyer fünf Interceptions und verhinderte neun Pässe, zudem erzielte er drei Sacks und acht Tackles for Loss. Er wurde von Associated Press in das All-Pro-Team gewählt.
In der Saison 2022 verpasste Poyer vier Spiele verletzungsbedingt, dennoch wurde er erstmals in den Pro Bowl gewählt. Er setzte 63 Tackles und führte sein Team mit vier Interceptions an. Am vierten Spieltag wurde Poyer für seine Leistung bei der Partie gegen die Baltimore Ravens, als er zwei Interceptions im vierten Viertel fing, als AFC Defensive Player of the Week ausgezeichnet. Am 15. März 2023 unterzeichnete Poyer eine zweijährige Vertragsverlängerung bei den Buffalo Bills. In 16 Spielen der Saison 2023 kam er auf 100 Tackles. Am 6. März 2024 wurde Poyer von den Bills entlassen.
Anschließend nahmen die Miami Dolphins Poyer am 18. März 2024 unter Vertrag.

### NFL-Statistiken
| Saison                             | Saison | Spiele | Spiele      | Tackles | Tackles | Tackles | Tackles | Interceptions | Interceptions | Interceptions | Interceptions | Interceptions | Fumbles | Fumbles | Fumbles |
| Jahr                               | Team   | Spiele | als Starter | Gesamt  | Solo    | Ast     | Sacks   | PD            | INT           | Yds           | Lng           | TD            | FF      | FR      | TD      |
| ---------------------------------- | ------ | ------ | ----------- | ------- | ------- | ------- | ------- | ------------- | ------------- | ------------- | ------------- | ------------- | ------- | ------- | ------- |
| 2013                               | PHI    | 3      | 0           | 3       | 2       | 1       | 0,0     | 0             | 0             | 0             | 0             | 0             | 0       | 0       | 0       |
| 2013                               | CLE    | 9      | 0           | 18      | 18      | 0       | 0,0     | 0             | 0             | 0             | 0             | 0             | 0       | 0       | 0       |
| 2014                               | CLE    | 16     | 0           | 21      | 15      | 6       | 0,0     | 0             | 0             | 0             | 0             | 0             | 1       | 0       | 0       |
| 2015                               | CLE    | 14     | 4           | 43      | 28      | 15      | 1,0     | 4             | 2             | 24            | 12            | 0             | 0       | 1       | 0       |
| 2016                               | CLE    | 6      | 6           | 39      | 29      | 10      | 0,0     | 2             | 0             | 0             | 0             | 0             | 0       | 0       | 0       |
| 2017                               | BUF    | 15     | 15          | 95      | 63      | 32      | 2,0     | 13            | 5             | 33            | 19            | 1             | 0       | 1       | 0       |
| 2018                               | BUF    | 16     | 16          | 100     | 73      | 27      | 2,0     | 6             | 4             | 11            | 11            | 0             | 1       | 1       | 0       |
| 2019                               | BUF    | 16     | 16          | 107     | 71      | 36      | 1,0     | 3             | 2             | 0             | 0             | 0             | 3       | 4       | 0       |
| 2020                               | BUF    | 16     | 16          | 124     | 91      | 33      | 2,0     | 5             | 2             | 14            | 14            | 0             | 2       | 0       | 0       |
| 2021                               | BUF    | 16     | 16          | 93      | 66      | 27      | 3,0     | 9             | 5             | 87            | 26            | 0             | 0       | 0       | 0       |
| 2022                               | BUF    | 12     | 12          | 63      | 44      | 19      | 0,0     | 8             | 4             | 6             | 6             | 0             | 1       | 0       | 0       |
| 2023                               | BUF    | 16     | 16          | 100     | 66      | 34      | 1,0     | 4             | 0             | 0             | 0             | 0             | 1       | 0       | 0       |
| 2024                               | MIA    | 16     | 16          | 98      | 51      | 47      | 1,0     | 3             | 0             | 0             | 0             | 0             | 0       | 0       | 0       |
| Gesamt                             | Gesamt | 171    | 133         | 904     | 617     | 287     | 13,0    | 57            | 24            | 175           | 26            | 1             | 9       | 7       | 0       |
| Quelle: pro-football-reference.com |        |        |             |         |         |         |         |               |               |               |               |               |         |         |         |

## Persönliches
Am 30. November 2015 verloren die Cleveland Browns in letzter Sekunde gegen die Baltimore Ravens, als beim Stand von 27:27 ihr Field-Goal-Versuch geblockt und zu einem Touchdown für die Ravens in die Endzone zurückgetragen wurde. Dabei hielten die Fernsehübertragung von ESPN Poyers ungläubigen Gesichtsausdruck fest, der über Twitter verbreitet wurde. Infolgedessen wurde seine spätere Frau auf ihn aufmerksam und begann, ihm auf Twitter zu folgen, wodurch die beiden sich kennenlernten. Das Paar hat eine gemeinsame Tochter und heiratete im März 2018.